# Ландсберг, Джозеф
Джозеф Ландсберг (англ. Joseph Landsberg, род. 8 февраля 1938, Солсбери) — австралийский учёный, писатель, научный администратор и консультант. Джозеф родился в Родезии (ныне Зимбабве). Он получил степень бакалавра и магистра наук в Университете Натала, Южная Африка, и докторскую степень в Бристольском университете, Великобритания, где его исследования были сосредоточены на взаимодействии климата, погоды и лесов по всему миру.
Его работа в качестве учёного и администратора на протяжении многих лет внесла значительный вклад в наше понимание экофизиологии деревьев и лесов и внедрение научно обоснованных моделей управления лесами. Он опубликовал четыре книги, был соредактором ещё пяти, а также опубликовал более сотни исследовательских статей, отчётов и глав в книгах. Ландсберг наиболее известен как соавтор модели роста леса 3-PG (Physiological Processes Predicting Growth), за которую он вместе с Ричардом Варингом и Николасом Купсом получил премию Маркуса Валленберга 2020 года. Оригинальная статья о модели 3-PG привлекла почти две тысячи цитирований.

## Карьера
С 1981 по 1988 год Ландсберг был начальником отдела лесных исследований Австралийской организации научных и промышленных исследований (CSIRO). С 1990 по 1993 год он был директором по управлению природными ресурсами в комиссии по бассейну Мюррей-Дарлинг.
Он проводил выездные стажировки в Кентерберийском университете, Крайстчерч, Новая Зеландия (2002 г.) и Хельсинкском университете, Финляндия (1998 г.), и был адъюнкт-профессором в Университете Чарльза Стерта, Батерст, и Университете Квинсленда, Брисбен. В период с 1993 по 1994 год он был старшим приглашённым научным сотрудником/руководителем программы НАСА (США), научного отдела отдела экологии и океанографии MTPE в программе BOREAS.
Ландсберг является внештатным членом Финской академии науки и литературы.

## Книги
Доступны полные цитаты в Академии Google и WorldCat
- Environmental effects on crop physiology. (1977). J.J. Landsberg and C.V. Cutting, Editors. Academic Press
- Research for forest management. (1985). J.J. Landsberg and W. Parsons, Editors CSIRO, Australia
- Physiological Ecology of Forest Production. (1986). J. J. Landsberg. Acad. Press. London, Orlando
- Coupling of Carbon, Water and Nutrient Interactions in Woody Plant Systems. (1986). R.J.Luxmoore; J.J. Landsberg and M.R. Kaufmann, Editors. Heron Publishing Co., Victoria, Canada. (Published as Tree Physiology, vol.2)
- Applications of Physiological Ecology to Forest Management. (1997). J. J. Landsberg and S. T. Gower. Acad. Press. San Diego, London
- Biomass production by fast growing trees. (1988) J.S. Pereira and J.J. Landsberg, Editors. (Proc. NATO Advanced Research Workshop) Kluwer Academic Publishers, The Netherlands
- Advancing Toward Closed Models of Forest Ecosystems. (1991.) M.R. Kaufmann and J.J.Landsberg, Editors. Heron Publishing Company, Canada. (Published as Tree Physiology, vol.9)
- Physiological Ecology of Forest Production: Principles, Processes and Models. (2011). Joe Landsberg and Peter Sands. Acad. Press/Elsevier. London, Amsterdam. Washington
- Forests in our Changing World. (2014). Joe Landsberg and Richard Waring. Island Press